# Gerygone inornata
Gerígono-timorense ou gerígono-liso (Gerygone inornata) é uma espécie de ave da família Pardalotidae.
Pode ser encontrada nos seguintes países: Indonésia e Timor-Leste.
Os seus habitats naturais são: florestas subtropicais ou tropicais húmidas de baixa altitude e florestas de mangal tropicais ou subtropicais.